# Echinoscelis hemithia
Echinoscelis hemithia är en fjärilsart som beskrevs av Edward Meyrick 1886. Echinoscelis hemithia ingår i släktet Echinoscelis och familjen fransmalar. Inga underarter finns listade i Catalogue of Life.